# Sphaerodactylus elegans
Sphaerodactylus elegans – gatunek jaszczurki z rodziny Sphaerodactylidae. 

## Zasięg występowania
Występuje na Kubie, wyspie Isla de la Juventud oraz na Haiti. Introdukowany na Florydzie.